# Неомодернизм
Неомодернизм — направление в современном искусстве, а также философская позиция, базирующаяся на модернизме, но также рассматривающая его критику со стороны постмодернизма. В качестве философской доктрины неомодернизм базируется на работах Агнеш Хеллер, Виктора Грауэра, Карлоса Эскуде, а также Андре Дюрана, Армандо Алемдара и Габриэля Омовайе. Весьма укоренен он и в философской критике постмодернизма, поднятой на новый уровень Юргеном Хабермасом. Ставится вопрос о возможной «взаимной противоречивости» равенства и релятивизма, рассматривается проблематика универсализма и критического мышления как двух важнейших начал понятия прав человека.

## Основные позиции
Неомодернисты утверждают, что истина существует в универсальной форме, отвергая точку зрения экзистенциалистов и постмодернистов, считающих, что основное значение имеет субъективное восприятие. Также они считают, что простой письменный текст может иметь только то значение, которое подразумевалось его автором, отвергая идею, согласно которой даже самый прямолинейный текст может иметь множество интерпретаций.
Виктор Грауэр утверждал, что постмодернизм представляет собой лишь негативистскую атаку на модернизм, и, таким образом, не может существовать без последнего. Такая точка зрения была принята многими исследователями модернизма. Грауэр также критиковал «культ всего нового» и в 1982 году объявил о появлении в искусстве неомодернистского течения.

## В архитектуре
В архитектуру неомодернизм входит в 1980-е годы как ответ на некоторую преждевременность кризиса функционализма, который еще имел потенциал для развития. Неомодернизм в архитектуре развивался параллельно постмодернизму и одновременно с ним. Выдающимся мастером неомодернизма является Ричард Майер. Неомодернизм наследует достоинства модернизма, но избавлен от его недостатков.

## В искусстве
Неомодернизм отвергает эклектику и предпочитает простые формы и линии. Он не избегает современных технологий и отражает эстетику современного общества.

## В литературе
Неомодернизм также проявил себя в литературе и поэзии, в том числе русской поэзии второй половины 1990-х годов.

## Другое использование
Неомодернизмом вправе также называться подход, позволяющий предоставить аборигенам экономические права, не лишая их доступа к традиционному образу жизни. Неомодернизм признает важность человеческой стороны организаций. Люди и их нужды помещаются в центр, происходит признание их верований и ценностей, опыта и все это используется в организационной культуре, менеджменте и подходах к лидерству.